# Kurevere (Kiili)
Kurevere – wieś w Estonii, w prowincji Harju, w gminie Kiili.